# Cassi Llong
Cassi Llong (en llatí Cassius Longus) va ser un militar romà del segle i aC.
Era prefecte de camp l'any 69 aC quan els soldats de Vitel·li el van aclamar com un dels seus líders en el motí que van iniciar contra Aule Cecina Aliè. Cassi Llong es va declarar immediatament a favor de Vespasià.